# Missa Rorate coeli desuper
Die Missa Rorate coeli desuper in G-Dur (Hob. XXII: 3) ist eine Joseph Haydn zugeschriebene Messe. Sie wurde möglicherweise 1749 oder 1750 komponiert und würde neben der Missa brevis F-Dur zu Haydns frühesten Schöpfungen zählen. Der Titel Rorate coeli desuper („Tauet, ihr Himmel, von oben“) ist dem Buch Jesaja (45,8 ) entnommen und stammt vom Text des Introitus des vierten Adventssonntags (Rorate-Sonntag). Ein Teil dieser gregorianischen Melodie wird im Kyrie verwendet.
Das Werk wurde 1957 im Stift Göttweig vom Haydn-Forscher H. C. Robbins Landon aufgrund eines Noten-Incipits in Haydns eigenhändigem Entwurfkatalog identifiziert. Die Zuschreibung der Messe blieb aber umstritten. Anderen Ansichten zufolge handelt es sich bei der Messe um ein Werk von Haydns Lehrer Georg Reutter oder von Ferdinand Arbesser.
Die kleine Messe ist für vierstimmigen Chor und Wiener Kirchentrio (zwei Violinen, Bass und Orgel) geschrieben. Der Aufbau des Werks entspricht dem Ordinarium der Heiligen Messe. Die Aufführungsdauer beträgt zirka acht Minuten.